# NGC 4071
NGC 4071 – mgławica planetarna położona w gwiazdozbiorze Muchy. Została odkryta 4 marca 1835 roku przez Johna Herschela.